# 831-es busz (2013–2018)
A 831-es számú elővárosi autóbusz Budapest, Árpád híd autóbusz-állomástól Pilisszentiván, autóbusz-fordulóig közlekedett. Az Árpád híd metróállomástól a Róbert Károly körútra kikanyarodva áthaladt az Árpád hídon, ahonnan a 10-es úton ment Solymárig. Áthaladt Solymár településen és Pilisszentiván nagy részén, majd a község nyugati vége közelében kialakított buszfordulónál volt a végállomása. A Volánbusz a Budapest–Esztergom-vasútvonal felújítása miatt megnövekedett közúti utasforgalmi igények miatt döntött a betétjárat indításáról, 2013. szeptember 1-jei kezdettel. 2018. szeptember 1-jétől nem közlekedik, helyette a Pilisszántóig hosszabbított 830-as autóbusszal lehet utazni.

## Útvonala
| Pilisszentiván, autóbusz-forduló felé | Budapest, Árpád híd autóbusz-állomás felé |
| --- | --- |
| Budapest, Árpád híd autóbusz-állomás vá. – Visegrádi utca – Süllő utca – Váci út – Róbert Károly körút – Árpád híd – Vörösvári út – Bécsi út – Solymár, Külső Bécsi út – Szent Flórián utca – 11106-os számú út – Solymár, vasútállomás, forduló – Vasút utca – Terstyánszky Ödön utca – Pilisszentiván, Tópart utca – Szabadság út – Sport utca – Pilisszentiván, autóbusz-forduló vá. | Pilisszentiván, autóbusz-forduló vá. – Sport utca – Szabadság út – Tópart utca – Solymár, Terstyánszky Ödön utca – Vasút utca – Solymár, vasútállomás, forduló – 11106-os számú út – Szent Flórián utca – Külső Bécsi út – Budapest, Bécsi út – Vörösvári út – Árpád híd – Váci út – Budapest, Árpád híd autóbusz-állomás vá. |

## Megállóhelyei
| 0                             | Budapest, Árpád híd autóbusz-állomás végállomás | 21 | 1 26, 32, 34, 106, 115, 120, M3, M3A 800, 801, 805, 810, 815, 820, 830, 832, 840            |
| 1                             | Budapest, Flórián tér (Vörösvári út)            | 20 | 1 9, 34, 106, 109, 111, 118, 134, 137, 218, 237 800, 801, 805, 810, 815, 820, 830, 832, 840 |
| 2                             | Budapest, Óbudai rendelőintézet                 | 19 | 1 137, 160, 218, 237, 260, 260A 820, 830, 832, 840                                          |
| 3                             | Budapest, Bécsi út (Vörösvári út)               | 18 | 1, 17, 19, 41 137, 160, 218, 237, 260, 260A 800, 801, 805, 810, 815, 820, 830, 832, 840     |
| 4                             | Budapest, Orbán Balázs út                       | 17 | 160, 218, 260, 260A 820, 830, 832, 840                                                      |
| 5                             | Budapest, Bojtár utca                           | 16 | 118, 160, 218, 260, 260A 820, 830, 832, 840                                                 |
| 6                             | Budapest, Óbudai temető                         | 15 | 118, 160, 218, 260, 260A 801, 820, 830, 832, 840                                            |
| 7                             | Budapest, Bóbita utca                           | 14 | 260, 260A 800, 801, 805, 810, 820, 830, 832, 840                                            |
| 8                             | Budapest, Üröm vasúti megállóhely               | 13 | 218 800, 801, 805, 810, 820, 830, 832, 840 S72                                              |
| Budapest közigazgatási határa |                                                 |    |                                                                                             |
| 9                             | Solymár, téglagyári bekötőút                    | 12 | 218 820, 830, 832                                                                           |
| 10                            | Solymár, Szarvas                                | 11 | 218 820, 830, 832                                                                           |
| 11                            | Solymár, vasútállomás                           | 10 | 64 830, 832 S72 , G72 , Z72                                                                 |
| 12                            | Solymár, temető                                 | 9  | 64 830, 832                                                                                 |
| 13                            | Solymár, Pilisvörösvári út                      | 8  | 164, 264 830, 832                                                                           |
| 14                            | Solymár, PEMÜ                                   | 7  | 164, 264 830, 832 S72                                                                       |
| 15                            | Solymár, Hold utca                              | 6  | 830, 832                                                                                    |
| 16                            | Solymári kőfaragó                               | 5  | 830, 832                                                                                    |
| 17                            | Pilisszentiván, PEVDI                           | 4  | 830, 832                                                                                    |
| 18                            | Pilisszentiván, községháza                      | 3  | 830, 832                                                                                    |
| 19                            | Pilisszentiván, Szabadság út 85.                | 2  | 830, 832                                                                                    |
| 20                            | Pilisszentiván, Szabadság út 126.               | 1  | 830, 832                                                                                    |
| 21                            | Pilisszentiván, autóbusz-forduló végállomás     | 0  |                                                                                             |

## Külső hivatkozások
- A járat menetrendje a Volánbusz oldalán

1. ↑  A buszmegálló elnevezését a Volánbusz valójában hibásan használja, hiszen a 85-ös házszám a Polgármesteri Hivatal házszáma, ami egy egész buszmegállóval keletebbre található. E megálló nevében minden bizonnyal a 86-os házszámot kívánták szerepeltetni, ami az ezen megállóhelynél található Tájház házszáma.